# مهاجمان کوانتریل
مهاجمان کوانتریل (انگلیسی: Quantrill's Raiders)، گروهی از چریک‌های طرفدار ایالات مؤتلفه آمریکا بودند که در جریان جنگ داخلی آمریکا فعالیت می‌کردند. این گروه به رهبری ویلیام کوانتریل تشکیل شد و اعضای شناخته‌شده‌ای مانند جسی جیمز و برادرش فرانک را در خود داشت.
در ابتدای جنگ، ایالت‌های میزوری و کانزاس تحت کنترل دولت اتحادیه قرار داشتند، اما به دلیل رقابت میان گروه‌های چریکی طرفدار مؤتلفه و مخالفان برده‌داری (موسوم به «جی‌هاکرها») دستخوش خشونت‌های گسترده شدند. شهر لارنس در کانزاس، که مرکز مخالفان برده‌داری بود، در اوت ۱۸۶۳ هدف حمله مهاجمان کوانتریل قرار گرفت و بیش از ۱۸۰ غیرنظامی در این حمله کشته شدند.
دولت مؤتلفه که به کوانتریل یک کمیسیون میدانی تحت قانون تکاوران پارتیزانی اعطا کرده بود، از این حمله خشمگین شد و حمایت خود را از این گروه‌های نامنظم پس گرفت. تا سال ۱۸۶۴، کوانتریل کنترل خود را بر گروه از دست داد و اعضای آن به دسته‌های کوچکتر تقسیم شدند. برخی از اعضا از جمله خود کوانتریل در درگیری‌های مختلف کشته شدند، در حالی که دیگران سال‌ها بعد به برگزاری دیدارهای مجدد ادامه دادند و نام «مهاجمان کوانتریل» برای این گروه شناخته شد.
برادران جیمز پس از فروپاشی گروه، یک باند جداگانه تشکیل دادند و برای سال‌ها به غارت و شورش در منطقه ادامه دادند.